# المصرية القابضة للغازات الطبيعية (إيجاس)
الشركة المصرية القابضة للغازات الطبيعية (إيجاس)، هي شركة قابضة مصرية تأسست عام 2001 بقرار رئيس مجلس الوزراء رقم 1009 لسنة 2001 وفقا لقانون شركات قطاع الأعمال العام رقم 203 لعام 1991 لكي تكون الكيان المسئول عن أنشطة الغاز الطبيعي في مصر، والتي تختص بتكييف خطة عمل فعالة للتعامل بجد وتنظيم أنشطة موارد الغاز الطبيعي في مصر للمساهمة في الاقتصاد المصري.
والشركة أحد الكيانات الخمس الكبرى في قطاع البترول المصري خصوصاً، وفي وزارة البترول والثروة المعدنية المصرية بشكل عام، وتعد ذراع الدولة المصرية للتعامل مع أنشطة واتفاقيات الغاز الطبيعي مع الشركات المصرية والعربية والعالمية.

## نشاط الشركة
تشارك الشركة عن طريق شركاتها التابعة في مجموعة واسعة من الأنشطة منها
- التنقيب والحفر وانتاج الغاز الطبيعي
- معالجة ونقل وتوزيع وتسييل الغاز الطبيعي
- تسويق الغاز الطبيعي في السوق المحلية والعربية والعالمية
- تطوير صناعة الغاز في مصر لتكون أحد اللاعبين الرئيسيين في مجال الغاز الطبيعي بالمنطقة والعالم
- إصدار التراخيص، وتوقيع اتفاقيات الامتياز مع الشركات المحلية والعربية والعالمية وتطبيق أحدث التقنيات في جميع عمليات الاستكشاف
- زيادة احتياطيات الغاز الطبيعي المؤكدة في مصر لتلبية جميع الالتزامات التي تلبي الطلب في السوق المحلية والالتزامات التصديرية
- زيادة الإنتاج السنوي لإدارة متطلبات العرض مقابل الطلب
- إنشاء البنية التحتية لمشاريع الغاز الطبيعي والتأكد من الاستخدام الأمثل لتلك المرافق
- إنشاء شركات جديدة متخصصة في مجال الحفر والهندسة
- توسيع شبكة الغاز الطبيعي المصرية لتلبية المشاريع المستهدفة وتطوير المجتمعات الجديدة

## تصدير الغاز والاستهلاك المحلي
تصدر الحكومة المصرية نحو 20% من إنتاجها من الغاز الطبيعي المقدر بـ6 مليارات قدم مكعبة يومياً، فيما توجه 80% لتلبية احتياجات السوق المحلي. وتستحوذ الكهرباء على أكثر من 70% من كميات الغاز الطبيعي المخصصة للسوق المحلي بكميات تقارب 3 مليارات قدم مكعبة يومياً

## اتفاقية تصدير الغاز للأردن
- في عام 2004 وقعت مصر اتفاقية تزويد الأردن بالغاز الطبيعي لمدة 15 عاماً، تقضي بتوريد 240 مليون قدم مكعبة يومياً للمملكة 2.4 مليار متر مكعب سنويا، والتي تستخدمها المملكة في توليد 80% من الكهرباء، إلا أن هذه النسبة تراجعت إلى 25% في عام 2011، وصولاً إلى 18% في عام 2012، نتيجة التفجيرات المتعاقبة في الخط الناقل للغاز بسيناء، شمال شرق مصر
- وعدلت مصر الاتفاقية مع الأردن لرفع سعر تصدير الغاز الطبيعي من 2.15 دولار إلى أكثر من 5 دولارات للمليون وحدة حرارية بريطانية، وذلك للكميات المتفق عليها حتى عام 2019 وبأثر رجعي منذ يناير 2012، على أن يتم تعديل سعر الغاز الطبيعي المصدر بعد ذلك كل سنتين وفقاً للقواعد المعمول بها في السوق العالمية.

## اتفاقية تصدير الغاز لإسرائيل
في عام 2012 أعلنت الشركة عن إلغاء اتفاقية تصدير الغاز إلى إسرائيل بسبب خلاف تجاري بين الشركة وشركة شرق المتوسط، التي تقوم بتصدير الغاز الطبيعي لإسرائيل، لعدم التزام شركة شرق المتوسط بالشروط التعاقدية والتي تتمثل في عدم التزامها بسداد المستحقات المالية لصالح الجانب المصري.

## الشركات التابعة
تتبع الشركة العديد من الشركات التي تختلف في نشاطاتها، ومنها
| شركات الغاز الطبيعي                                 |                                               |                                                  |
| البرلس للغاز                                        | سيجاس الأسبانية المصرية للغاز الطبيعي المسال  | ميجاس البحر المتوسط للغاز                        |
| جاسكو المصرية للغازات الطبيعية                      | بوتاجاسكو المصرية لنقل وتوصيل الغاز           | أوبكو المصرية لتشغيل مشروعات إسالة الغاز الطبيعي |
| العربية للغاز                                       | المتحدة لمشتقات الغاز                         | اوفرسيز غاز                                      |
|                                                     | فجر المصرية للغاز الطبيعي                     | البحيرة لإسالة الغاز الطبيعي                     |
| إدكو لإسالة الغاز الطبيعي                           | المصرية للغاز الطبيعي المسال                  | سيناء للغاز                                      |
| الليبية المصرية للغاز والخدمات النفطية              | آفاق الاتحاد للغاز والتبريد                   | فجر الأردنية المصرية لنقل وتوريد الغاز الطبيعي   |
| شركات توصيل الغاز الطبيعي                           |                                               |                                                  |
| غاز مصر                                             | غاز القاهرة                                   | تاون جاس المصرية لتوزيع الغاز الطبيعي للمدن      |
| ريجاس غاز الأقاليم                                  |                                               |                                                  |
| شركات الإنتاج والاستكشاف والتنقيب عن البترول والغاز |                                               |                                                  |
| راشبتكو رشيد للبترول                                | بتروقنطرة القنطرة للبترول                     | نيبتكو شمال ادكو للبترول                         |
| نوسبكو شمال سيناء للبترول                           | واسكو الوسطاني للبترول                        | الفرعونية للبترول                                |
| المنزلة للبترول                                     | الروضة للبترول                                |                                                  |
|                                                     |                                               | بتروشروق                                         |
| شركات الخدمات والصيانة والحفر                       |                                               |                                                  |
| بتروتريد الخدمات التجارية البترولية                 | روجتك الإقليمية لنقل تكنولوجيا البترول والغاز | صيانكو المصرية لصيانة الأجهـزة                   |
| تبسكو ثروة بريدا للخدمات البترولية                  | سينو ثروة للحفر                               | المصرية لخدمات الغاز                             |
| هيل مصر الدولية للبترول                             | غاز كول                                       |                                                  |

## رؤساء الشركة
- يس محمد يس (مارس 2024 - حتى الآن) "العضو المنتدب التنفيذي".
- مجدي جلال (مايو 2020 - مارس 2024) "العضو المنتدب التنفيذي".[4]
- أسامة البقلي (مارس 2017 - مايو 2020).[5]
- محمد المصري (أبريل 2016 - مارس 2017).[6]
- خالد عبد البديع
- طاهر عبد الرحيم
- شريف سوسة
- محمد شعيب
- شريف إسماعيل
- محمود لطيف
- حسن المهدي
- محمد ابراهيم طويله